# 死球

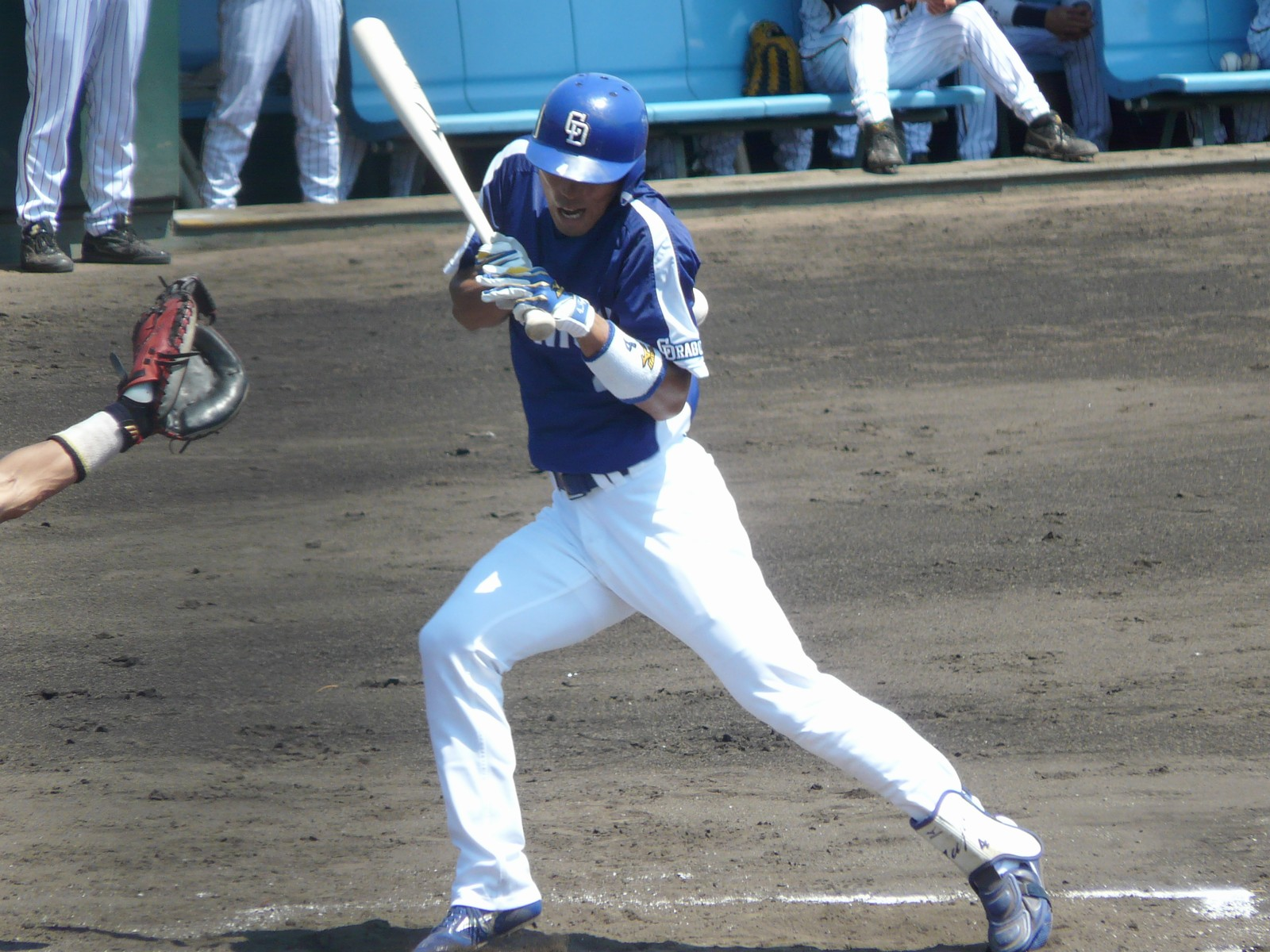
死球を受ける右打者（藤井淳志）

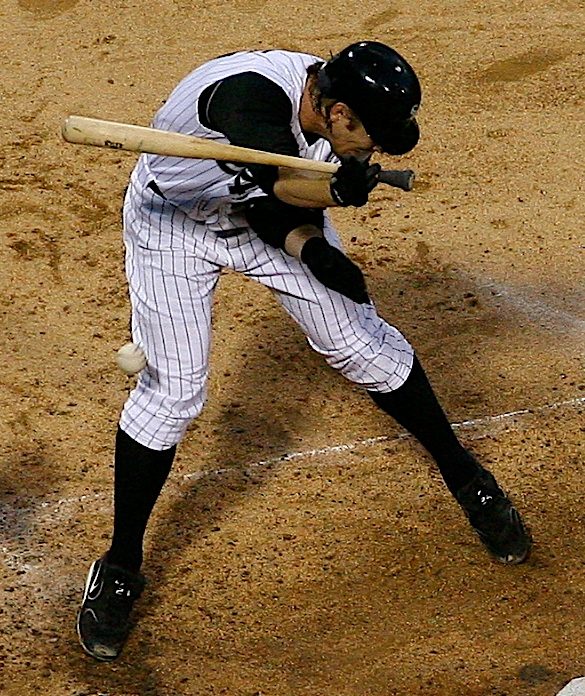
死球を受ける左打者（ジョー・クリーディ）

死球（しきゅう、英: Hit by pitch）とは、野球において投手の投げたボールが打者に当たった結果、打者に一塁が与えられることである。日本ではデッドボール（和製英語：dead ball）とも呼ばれる。

## 概説
投手の投球が打者に触れた場合、球審はボールデッドのジェスチャー（両手を上方に広げる、ファウルボールと同じジェスチャー。デッドボールとは主旨が異なる）をしてプレイを停止する（公認野球規則 5.06(c)(1)、この点が四球とは異なる）。ここで「投球が打者に触れる」とは、適正に着用された打者のユニフォームをかすった場合や、バウンドした投球が打者に触れた場合も含まれる。
そのうえで、球審が次のいずれにも該当しないと判断した場合、死球が宣告され打者に一塁が与えられる（公認野球規則 5.05(b)(2)）。
- ストライクになる場合。打者が打とうと試みていた（バントも含まれる）場合、もしくはバウンドしない投球がストライクゾーンを通過している場合が該当し、ストライクが宣告される。
- 打者が避けようとせずにボールに当たった場合。ボールが宣告される。ただし、球審が避けられないと判断した場合は除く。

死球が認められる場合、球審はボールデッドのジェスチャーをし、必要に応じてボールが当たった箇所を示す（ノーボイス）。これにより打者は一塁への安全進塁権を得る。また、打者が一塁に進んだことで押し出される走者に限り、次の塁へ進む権利を得る（満塁の場合、三塁走者は本塁へ進む。いわゆる「押し出し」）。なお、投球が打者に触れた時点でボールデッドとなるため、次の塁を与えられた走者以外は進塁を試みることは認められず、盗塁を試みていても元の塁に戻される。
よくある誤解として、打者がバットを振ったように見えたら死球ではなくストライクだと思われているが、ルール上は『打とうと試みていた、避けようとしなかった』かどうかという打者の意図を球審が主観的に判断するものであってバットが回ったかどうかなど物理的な状態は無関係である為、ハーフスイングと同様に明確な基準がルール上に存在している訳ではない。

## ビーンボール
死球のリスクをともなう一方で、投手が打者に近いコースを狙って投球することは野球における戦術のひとつであり（内角攻め）、打者なら誰もが通る道とまで言われている。アメリカ合衆国では打者の頭部を狙う投球を「ビーンボール（beanball）」と呼び（beanは古い英語のスラングで頭を指す）、打者を仰け反らせることを意図した投球である「ブラッシュバック・ピッチ（brush-back pitch）」とは区別している。しばしばビーンボールを投じる投手は「ヘッドハンター(head hunter)」と呼ばれる。日本ではこれらを区別せず、打者を狙った投球を一般にビーンボールと呼んでいる。
また、野球の不文律を破った選手に対して制裁として故意に死球が投じられることがある（打順が相手チーム投手の場合を除く）。この場合は頭部ではなく、より危険の少ない背中、マウンドに向いている側の腕（脛と共に、衝撃軽減のための防具で固められていることが多い）、太腿、尻などが狙われる。

## 事故例

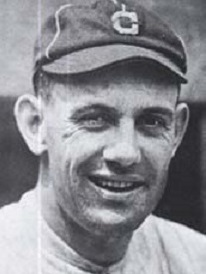
に投球を頭部に受けて死去したレイ・チャップマン

### メジャーリーグベースボール
- 1920年8月16日に行われたニューヨーク・ヤンキース対クリーブランド・インディアンス戦で、インディアンスのレイ・チャップマンがヤンキースのカール・メイズの投球を頭部の左側こめかみ部分に受け、翌日死亡するという悲劇が起きた[4]。MLBにおいて、2023年シーズン終了時点103年間で試合中に他選手からの危害を受けて死亡した唯一の例[5]。
- 1937年5月25日に行われたデトロイト・タイガース対ニューヨーク・ヤンキース戦で、タイガースのミッキー・カクレーンが投球を頭部の右側のこめかみの部分に受けて10日間意識不明となる損傷を負った[6][7]。カクレーンはそのまま現役を引退。その後も後遺症と言われる頭痛に絶えず悩まされ続けた[7]。
- 1967年8月18日に行われたボストン・レッドソックス対カリフォルニア・エンゼルス戦で、レッドソックスのトニー・コニグリアロがエンゼルスのジャック・ハミルトン（英語版）の投球を左目の下に受けて頬骨を粉砕骨折し、網膜の損傷で失明の危機に陥った[8]。コニグリアロは1965年にアメリカンリーグ史上最年少の20歳で最多本塁打のタイトルに輝き、将来のアメリカ野球殿堂入りが有望視されていたほどの選手だった[6]。死球による怪我から復帰後の1969年にはカムバック賞を受賞したが、後遺症に苦しみ、若くして引退した。

### 日本プロ野球
- 1970年8月26日に行われた阪神タイガース対広島東洋カープ戦で、左こめかみに死球を受けた阪神の田淵幸一が耳から血を流しながら昏倒。ただちに救急車で病院に搬送されたが、後遺症で難聴になったという事例があり、このことがきっかけで打者は耳当てつきヘルメットの着用が義務付けられた[9]。
- 1979年6月9日に行われた近鉄バファローズ対ロッテオリオンズ戦で、八木沢荘六の投球を顔面に受けた近鉄のチャーリー・マニエルが顎を複雑骨折する大怪我を負っている。マニエルは約2か月後に復帰した際、フェイスガード付きヘルメットをかぶって打席に立った[10]。
- 2012年8月2日に行われたDeNA対広島戦で、山口俊からの投球を顔面に受けた広島の會澤翼はグラウンド内に乗り入れた救急車で病院に運ばれ、一命はとりとめたものの、搬送先の横浜市内の病院にて鼻骨骨折が判明し緊急手術を受けることになった[9]。この鼻骨骨折の影響で會澤が1軍出場選手の一覧から抹消され[11]、一時は選手生命すら危ぶまれた。手術後は長らくトレーニングとリハビリ生活を送ることとなり[12]、同年シーズンは28試合の出場にとどまることとなった[13]。
- 2017年5月24日に行われた阪神対巨人戦で、吉川光夫からの投球を鼻に受けた阪神の鳥谷敬が鼻血を流しながら病院に運ばれ[14]、鼻骨を骨折した[15]。しかし、その次の試合でフェイスガードをつけながら、代打で出場し、連続試合出場は途切れなかった[15]。この際に吉川は危険球で退場となった。

## 日本プロ野球における危険球
公認野球規則では6.02(c)(9)において投手は打者を狙って投球することが禁じられており、「これを投球した投手およびそのチームの監督には、審判員により退場を宣告もしくは同様の行為をもう一度行った場合は即刻退場させる旨の警告が発せられる」と定められている。この場合、打者に投球が当たったか否かは問わず、審判は自身の判断で投手（または投手と監督）を退場させることができる。
日本野球機構ではこれとは別に、セ・パ両リーグのアグリーメント39条に危険球についての規定を置いている。これによれば、「投手の投球が打者の顔面、頭部、ヘルメット等に当たり、審判員がその投球を危険球と判断したとき、その投手は即退場となる」とされているが、「ヘルメット"等"」とあるように、胸から上の頭部付近の部位に当たった場合でも、審判員の判断により危険球と見なされる場合もある（1998年4月10日の巨人-横浜戦で石井浩郎の上背部への危険球で退場処分になった佐々木主浩の例などがある）。また、「危険球」とは「打者の選手生命に影響を与える、と審判員が判断したものをいう」と定義されている。
なお、頭部に投球が当たった場合でも緩い変化球などでそれが危険球ではないと判断された場合は、投手は即退場にはならず、警告が発せられる。この場合、次にいずれかのチームの投手が頭部付近への投球を行えば退場を命じられる。
1982年に審判員により危険球に対する規定が制定され、同年より適用。同年8月6日、井上祐二の投球に対して適用され退場処分となる。
危険球制度がより確立されたきっかけは、1994年5月11日にヤクルトスワローズ対読売ジャイアンツ（巨人）戦で発生した死球合戦から、西村龍次がダン・グラッデンの顔面付近に投じた球がきっかけとなり起こった乱闘である。事態を重く見たセントラル・リーグは緊急理事会を開き、さしあたって「故意・過失を問わず頭部に死球を与えた投手は退場」というアグリーメントを新規に設けた（最初の適用者は中日ドラゴンズの郭源治）。その後、カーブのすっぽ抜けで退場になった例もあったことから、翌1995年からは審判が危険球でないと判断した場合には退場を課さないというルールになった。
一方でパシフィック・リーグでは、審判がそれまで以上に厳しいルールの運用をするという見解にとどめた。両リーグの違いの一例として、1999年4月9日に巨人・村田真一が横浜ベイスターズ・斎藤隆から顔面に死球を受けた際、斎藤は即退場となったが、同年の9月8日に福岡ダイエーホークス・秋山幸二が2回裏に西武ライオンズ・松坂大輔から顔面に死球を受け頬骨骨折の怪我を負い退場した際は、松坂には警告処分のみ発せられ、松坂はそのまま6回3分の2まで投げた。セ・パ共通の現行のルールになったのは2002年からである（最初の適用者はセでは巨人・三浦貴、パでは2003年のダイエー・吉武真太郎）。
前述のとおり、最初の危険球で警告となるか即退場となるかは球審の裁量に委ねられるが、従来から一度でも危険球を投げた場合は即退場としていたセ・リーグでは現在でも即退場となる場合が多く、対照的に警告後退場のルールを運用していたパ・リーグでは即退場処分が少ない傾向にある。2005年5月13・14日に行われた西武ライオンズ対巨人（インボイスSEIBUドーム）の試合では、両日2戦合わせて6個の死球が出たことから、審判団が15日の第3回戦を「パ・リーグ アグリーメント」に基づいて「警告試合」とし、この試合で死球を与えた投手は即刻退場、また意図的にぶつけたなど悪質な場合はそのチームの監督も退場にするという警告を両チームに発した。
2022年シーズン終了時点で、危険球による退場の最多記録は山口俊の4度（2012年、2014年、2015年、2021年）で、それに継ぐのは桑田真澄、浅尾拓也、内海哲也の3度。このうち、浅尾のみが全て2008年の記録であり、これがシーズン最多記録でもある。山口が2021年9月14日のDeNA対巨人第19回戦でソトに危険球を与え通算最多記録を4度に更新したのと同日に、ヤクルト対阪神19回戦でもアルバート・スアレスが中野拓夢に危険球を与えており、同日に2投手が危険球退場という珍しい記録が生まれている。
プロ初登板で危険球退場になったのは、2005年9月1日の小林正人（中日）、2010年4月18日の矢地健人（中日）、2015年5月3日の風張蓮（ヤクルト。先発登板では初）、2021年6月26日の高田孝一（楽天）、2025年6月20日のハンセル・マルセリーノ（DeNA。外国人投手では初）である。
1球で危険球退場になった投手として、1990年8月23日の高木晃次（オリックス）、2006年6月17日の高井雄平（ヤクルト）、2008年9月23日の小野寺力（西武）、2009年4月30日の岩瀬仁紀（中日）、2009年8月2日の有銘兼久（楽天）、2010年9月16日の甲藤啓介（ソフトバンク）、2011年4月24日の松井光介（ヤクルト）、2015年5月24日の山﨑康晃（DeNA）、2018年8月16日のラファエル・ドリス（阪神）、2022年7月20日の笠谷俊介（ソフトバンク）、2023年4月13日の西村天裕（ロッテ）がいるが、いずれもリリーフ登板である。先発投手による危険球退場までの最少投球数および打者数は、2021年7月2日に埼玉西武ライオンズの佐々木健と2024年3月30日に広島東洋カープの黒原拓未が記録した3球、打者1人である。二軍では、2022年7月7日の髙橋優貴（巨人）の2球、打者1人である。
2012年の日本シリーズ第5戦では多田野数人（日本ハム）が日本シリーズでは初めてとなる危険球退場の処分を受けている。
また、渡辺俊介（ロッテ）は2006年4月29日の楽天戦で、6回までノーヒットノーランピッチングを続けていたものの、7回先頭の鉄平に頭部死球を与えてしまい退場処分を受け、アクシデント以外では非常に珍しい被安打0での降板かつ退場処分ながら勝利投手という珍記録を樹立した。なお、勝利投手となった渡辺はヒーローインタビューも受けており、その際に鉄平に対して謝罪を行っている。

## 与死球
与死球（よしきゅう）は、投手が打者に死球を与えることで、投手に付けられる記録である。上記の要領で打者に死球が記録されると同時に、投手には与死球が記録される。対戦打者の死球と対戦投手の与死球は必ず同数になる。

## 死球に関する記録

### 日本プロ野球

#### 通算記録
| 順位 | 選手名     | 死球 |
| ---- | ---------- | ---- |
| 1    | 清原和博   | 196  |
| 2    | 竹之内雅史 | 166  |
| 3    | 衣笠祥雄   | 161  |
| 4    | 阿部慎之助 | 152  |
| 5    | 村田修一   | 150  |
| 6    | 井口資仁   | 146  |
| 7    | 中島宏之   | 141  |
| 8    | 稲葉篤紀   | 138  |
| 9    | 井上弘昭   | 137  |
| 10   | 鈴木大地   | 135  |

| 順位 | 選手名   | 死球 |
| ---- | -------- | ---- |
| 11   | 田淵幸一 | 128  |
| 12   | 青木宣親 | 123  |
| 13   | 野村克也 | 122  |
| 14   | 松中信彦 | 118  |
| 15   | 加藤俊夫 | 116  |
| 16   | 王貞治   | 114  |
| 16   | 谷繁元信 | 114  |
| 18   | 城島健司 | 113  |
| 19   | 古田敦也 | 111  |
| 19   | 糸井嘉男 | 111  |

- 記録は2024年シーズン終了時点[30]

#### シーズン記録
| 順位 | 選手名         | 所属球団                     | 死球 | 記録年 | 備考                 |
| ---- | -------------- | ---------------------------- | ---- | ------ | -------------------- |
| 1    | G.ラロッカ     | オリックス・バファローズ     | 28   | 2007年 | パ・リーグ記録       |
| 2    | 岩本義行       | 大洋ホエールズ               | 24   | 1952年 | セ・リーグ記録       |
| 3    | G.ラロッカ     | 広島東洋カープ               | 23   | 2004年 |                      |
| 3    | A.ガイエル     | 東京ヤクルトスワローズ       | 23   | 2007年 | セ・リーグ左打者記録 |
| 5    | 城島健司       | 福岡ダイエーホークス         | 22   | 2004年 |                      |
| 5    | 渡辺直人       | 東北楽天ゴールデンイーグルス | 22   | 2008年 |                      |
| 5    | 中村奨吾       | 千葉ロッテマリーンズ         | 22   | 2018年 |                      |
| 8    | G.ラロッカ     | 東京ヤクルトスワローズ       | 20   | 2006年 |                      |
| 9    | 三村敏之       | 広島東洋カープ               | 19   | 1972年 |                      |
| 9    | J.ズレータ     | 福岡ダイエーホークス         | 19   | 2004年 |                      |
| 9    | 飯原誉士       | 東京ヤクルトスワローズ       | 19   | 2010年 |                      |
| 9    | 糸井嘉男       | 北海道日本ハムファイターズ   | 19   | 2011年 | パ・リーグ左打者記録 |
| 9    | A.バルディリス | オリックス・バファローズ     | 19   | 2011年 |                      |
| 9    | 青木宣親       | 東京ヤクルトスワローズ       | 19   | 2018年 |                      |

- 記録は2024年シーズン終了時点[31]

#### その他の記録
| チーム               | 死球数 | 記録日        | 対戦相手         |
| -------------------- | ------ | ------------- | ---------------- |
| 日本ハムファイターズ | 7      | 1979年5月12日 | ロッテオリオンズ |

| 選手名     | 所属球団       | 死球数 | 記録日        | 対戦相手               |
| ---------- | -------------- | ------ | ------------- | ---------------------- |
| 竹之内雅史 | 西鉄ライオンズ | 3      | 1970年5月24日 | 阪急ブレーブス         |
| 関本賢太郎 | 阪神タイガース | 3      | 2008年9月10日 | 東京ヤクルトスワローズ |

| 選手名     | 所属球団               | 死球数 | 記録日        | 対戦相手       | イニング |
| ---------- | ---------------------- | ------ | ------------- | -------------- | -------- |
| 衣笠祥雄   | 広島東洋カープ         | 2      | 1976年8月31日 | 中日ドラゴンズ | 3回表    |
| A.ガイエル | 東京ヤクルトスワローズ | 2      | 2007年8月1日  | 阪神タイガース | 5回表    |
| 平野恵一   | 阪神タイガース         | 2      | 2010年8月25日 | 広島東洋カープ | 7回裏    |

### メジャーリーグベースボール

#### 通算記録
| 順位 | 選手名                   | 死球 |
| ---- | ------------------------ | ---- |
| 1    | ヒューイー・ジェニングス | 287  |
| 2    | クレイグ・ビジオ         | 285  |
| 3    | トミー・タッカー         | 272  |
| 4    | ドン・ベイラー           | 267  |
| 5    | ジェイソン・ケンドール   | 254  |
| 6    | ロン・ハント             | 243  |
| 7    | ダン・マッギャン         | 230  |
| 8    | アンソニー・リゾ         | 222  |
| 9    | チェイス・アトリー       | 204  |
| 10   | フランク・ロビンソン     | 198  |

| 順位 | 選手名                   | 死球 |
| ---- | ------------------------ | ---- |
| 11   | ミニー・ミノーソ         | 192  |
| 12   | ジェイク・ベックリー     | 183  |
| 13   | ジェイソン・ジアンビ     | 180  |
| 14   | アンドレス・ガララーガ   | 178  |
| 15   | アレックス・ロドリゲス   | 176  |
| 16   | カート・ウェルチ         | 173  |
| 17   | カルロス・デルガド       | 172  |
| 18   | デレク・ジーター         | 170  |
| 19   | キッド・エルバーフェルト | 165  |
| 20   | フェルナンド・ビーニャ   | 157  |
| 20   | スターリング・マルテ     | 157  |

- 記録は2023年シーズン終了時点[32]

#### シーズン記録
| 順位 | 選手名                   | 所属球団                                                  | 死球 | 記録年 |
| ---- | ------------------------ | --------------------------------------------------------- | ---- | ------ |
| 1    | ヒューイー・ジェニングス | ボルチモア・オリオールズ                                  | 51   | 1896年 |
| 2    | ロン・ハント             | モントリオール・エクスポズ                                | 50   | 1971年 |
| 3    | ヒューイー・ジェニングス | ボルチモア・オリオールズ                                  | 46   | 1897年 |
| 3    | ヒューイー・ジェニングス | ボルチモア・オリオールズ                                  | 46   | 1898年 |
| 5    | ダン・マッギャン         | ボルチモア・オリオールズ                                  | 39   |        |
| 6    | ダン・マッギャン         | ブルックリン・スーパーバス→ワシントン・セネタース         | 37   | 1899年 |
| 7    | カート・ウェルチ         | ボルチモア・オリオールズ                                  | 36   | 1891年 |
| 8    | ドン・ベイラー           | ボストン・レッドソックス                                  | 35   | 1986年 |
| 9    | カート・ウェルチ         | フィラデルフィア・アスレチックス→ボルチモア・オリオールズ | 34   | 1890年 |
| 9    | クレイグ・ビジオ         | ヒューストン・アストロズ                                  | 34   | 1997年 |
| 9    | タイ・フランス           | シアトル・マリナーズ                                      | 34   | 2023年 |

- 記録は2024年シーズン終了時点[33]

| 2リーグ制後                  | 2リーグ制後            | 2リーグ制後                                       | 2リーグ制後 | 2リーグ制後 | 2リーグ制後    |
| 順位                         | 選手名                 | 所属球団                                          | 死球        | 記録年      | 備考           |
| ---------------------------- | ---------------------- | ------------------------------------------------- | ----------- | ----------- | -------------- |
| 1                            | ロン・ハント           | モントリオール・エクスポズ                        | 50          | 1971年      | ナ・リーグ記録 |
| 2                            | ドン・ベイラー         | ボストン・レッドソックス                          | 35          | 1986年      | ア・リーグ記録 |
| 3                            | クレイグ・ビジオ       | ヒューストン・アストロズ                          | 34          | 1997年      |                |
| 3                            | タイ・フランス         | シアトル・マリナーズ                              | 34          | 2023年      |                |
| 5                            | スティーブ・エバンズ   | セントルイス・カージナルス                        | 31          | 1910年      | 左打者記録     |
| 5                            | ジェイソン・ケンドール | ピッツバーグ・パイレーツ                          | 31          | 1997年      |                |
| 5                            | ジェイソン・ケンドール | ピッツバーグ・パイレーツ                          | 31          | 1998年      |                |
| 5                            | ブランドン・ガイヤー   | タンパベイ・レイズ→クリーブランド・インディアンス | 31          | 2016年      |                |
| 9                            | クレイグ・ウィルソン   | ピッツバーグ・パイレーツ                          | 30          | 2004年      |                |
| 9                            | アンソニー・リゾ       | シカゴ・カブス                                    | 30          | 2015年      |                |
| 記録は2024年シーズン終了時点 |                        |                                                   |             |             |                |

- 両打者記録はF.P.サンタンジェロ（モントリオール・エクスポズ、1997年）の25死球[注 7]

## 与死球に関する記録

### 日本プロ野球

#### 通算記録
| 順位 | 選手名       | 与死球 |
| ---- | ------------ | ------ |
| 1    | 東尾修       | 165    |
| 2    | 渡辺秀武     | 144    |
| 3    | 坂井勝二     | 143    |
| 3    | 米田哲也     | 143    |
| 5    | 仁科時成     | 142    |
| 6    | 山田久志     | 135    |
| 7    | 足立光宏     | 130    |
| 8    | 村田兆治     | 124    |
| 9    | 佐々木宏一郎 | 122    |
| 10   | 平松政次     | 120    |

| 順位 | 選手名     | 与死球 |
| ---- | ---------- | ------ |
| 11   | 村上雅則   | 113    |
| 12   | 小林繁     | 111    |
| 12   | 涌井秀章   | 111    |
| 14   | 高橋一三   | 110    |
| 15   | 小山正明   | 109    |
| 16   | 西勇輝     | 105    |
| 17   | 今井雄太郎 | 102    |
| 18   | 若生忠泰   | 100    |
| 18   | 石井一久   | 100    |
| 20   | 野村収     | 99     |
| 20   | 北別府学   | 99     |

- 記録は2024年シーズン終了時点[35]

#### シーズン記録
| 順位 | 選手名       | 所属球団             | 与死球 | 記録年 | 備考           |
| ---- | ------------ | -------------------- | ------ | ------ | -------------- |
| 1    | 森安敏明     | 東映フライヤーズ     | 22     | 1968年 | パ・リーグ記録 |
| 2    | J.パウエル   | 大阪近鉄バファローズ | 21     | 2002年 |                |
| 3    | 河原明       | 西鉄ライオンズ       | 20     | 1970年 |                |
| 3    | 村上雅則     | 南海ホークス         | 20     | 1972年 | 左投手記録     |
| 3    | 小林繁       | 阪神タイガース       | 20     | 1980年 | セ・リーグ記録 |
| 6    | 秋山登       | 大洋ホエールズ       | 19     | 1956年 |                |
| 6    | 渋谷幸春     | 中日ドラゴンズ       | 19     | 1971年 |                |
| 6    | 河原明       | 西鉄ライオンズ       | 19     | 1972年 |                |
| 6    | 仁科時成     | ロッテオリオンズ     | 19     | 1979年 |                |
| 10   | 河原明       | 西鉄ライオンズ       | 18     | 1971年 |                |
| 10   | 高橋一三     | 日本ハムファイターズ | 18     | 1976年 |                |
| 10   | 仁科時成     | ロッテオリオンズ     | 18     | 1980年 |                |
| 10   | 仁科時成     | ロッテオリオンズ     | 18     | 1981年 |                |
| 10   | 深沢恵雄     | ロッテオリオンズ     | 18     | 1982年 |                |
| 10   | B.バリントン | 広島東洋カープ       | 18     | 2011年 |                |

- 記録は2024年シーズン終了時点[36]

#### 1試合記録
| 選手名   | 所属球団     | 与死球数 | 記録日        | 対戦相手       |
| -------- | ------------ | -------- | ------------- | -------------- |
| 村上雅則 | 南海ホークス | 5        | 1972年8月29日 | 西鉄ライオンズ |

#### 1イニング記録
| 選手名                   | 所属球団                 | 与死球数 | 記録日        | 対戦相手                   |
| ------------------------ | ------------------------ | -------- | ------------- | -------------------------- |
| 宮本幸信                 | 日本ハムファイターズ     | 3        | 1977年5月19日 | 近鉄バファローズ           |
| 望月卓也                 | ロッテオリオンズ         | 3        | 1979年5月12日 | 日本ハムファイターズ       |
| 村田辰美                 | 近鉄バファローズ         | 3        | 1981年4月8日  | 南海ホークス               |
| 西本聖                   | 読売ジャイアンツ         | 3        | 1979年8月1日  | 広島東洋カープ             |
| ジオ・アルバラード       | 広島東洋カープ           | 3        | 2010年9月4日  | 阪神タイガース             |
| 田島慎二                 | 中日ドラゴンズ           | 3        | 2014年7月4日  | 読売ジャイアンツ           |
| ジェイソン・スタンリッジ | 福岡ソフトバンクホークス | 3        | 2014年6月9日  | 阪神タイガース             |
| 塚原頌平                 | オリックス・バファローズ | 3        | 2015年5月8日  | 北海道日本ハムファイターズ |
| 青柳晃洋                 | 阪神タイガース           | 3        | 2017年6月30日 | 東京ヤクルトスワローズ     |
| 山本由伸                 | オリックス・バファローズ | 3        | 2020年7月5日  | 埼玉西武ライオンズ         |

### メジャーリーグベースボール

#### 通算記録
| 順位 | 選手名                     | 与死球 |
| ---- | -------------------------- | ------ |
| 1    | ガス・ウェイイング         | 277    |
| 2    | チック・フレーザー         | 219    |
| 3    | ピンク・ホーリー           | 210    |
| 4    | ウォルター・ジョンソン     | 205    |
| 5    | エディ・プランク           | 190    |
| 5    | ランディ・ジョンソン       | 190    |
| 7    | ティム・ウェイクフィールド | 186    |
| 7    | チャーリー・モートン       | 186    |
| 9    | トニー・マレーン           | 185    |
| 10   | ジョー・マクギニティ       | 179    |

| 順位 | 選手名               | 与死球 |
| ---- | -------------------- | ------ |
| 11   | チャーリー・ハフ     | 174    |
| 12   | クラーク・グリフィス | 171    |
| 13   | サイ・ヤング         | 161    |
| 14   | ジム・バニング       | 160    |
| 15   | ロジャー・クレメンス | 159    |
| 16   | ノーラン・ライアン   | 158    |
| 17   | ビック・ウィリス     | 156    |
| 18   | バート・ブライレブン | 155    |
| 18   | ジェイミー・ライト   | 155    |
| 20   | ドン・ドライスデール | 154    |

- 記録は2024年シーズン終了時点[38]

#### シーズン記録
| 順位 | 選手名               | 所属球団                           | 与死球 | 記録年 |
| ---- | -------------------- | ---------------------------------- | ------ | ------ |
| 1    | フィル・ネル         | コロンバス・ソロンズ               | 54     | 1891年 |
| 2    | フランク・フォアマン | ワシントン・ステイツメン           | 43     | 1891年 |
| 3    | ガス・ウェイイング   | フィラデルフィア・アスレチックス   | 42     | 1888年 |
| 4    | フランク・フォアマン | ボルチモア・オリオールズ           | 40     | 1889年 |
| 4    | ジョー・マクギニティ | ブルックリン・スーパーバス         | 40     | 1900年 |
| 6    | ダニー・フレンド     | シカゴ・コルツ                     | 39     | 1896年 |
| 7    | ガス・ウェイイング   | フィラデルフィア・アスレチックス   | 37     | 1887年 |
| 7    | エド・ヘイニー       | ニューヨーク・ジャイアンツ         | 37     | 1899年 |
| 9    | ウィル・ホワイト     | シンシナティ・レッドストッキングス | 35     | 1884年 |
| 10   | ガス・ウェイイング   | フィラデルフィア・アスレチックス   | 34     | 1889年 |

- 記録は2024年シーズン終了時点[39]

| 20世紀以降                   | 20世紀以降             | 20世紀以降                       | 20世紀以降 | 20世紀以降 | 20世紀以降 |
| 順位                         | 選手名                 | 所属球団                         | 与死球     | 記録年     |            |
| ---------------------------- | ---------------------- | -------------------------------- | ---------- | ---------- | ---------- |
| 1                            | チック・フレーザー     | フィラデルフィア・アスレチックス | 32         | 1901年     |            |
| 2                            | ジャック・ウォーホップ | ニューヨーク・ハイランダーズ     | 26         | 1909年     |            |
| 3                            | チーフ・ベンダー       | フィラデルフィア・アスレチックス | 25         | 1903年     |            |
| 4                            | エディ・プランク       | フィラデルフィア・アスレチックス | 24         | 1905年     |            |
| 4                            | オットー・ヘス         | クリーブランド・ナップス         | 24         | 1906年     |            |
| 4                            | オースティン・アダムス | シンシナティ・レッズ             | 24         | 2021年     |            |
| 7                            | エディ・プランク       | フィラデルフィア・アスレチックス | 23         | 1903年     |            |
| 7                            | ジェイク・ウェイマー   | シンシナティ・レッズ             | 23         | 1907年     |            |
| 7                            | ハワード・エムケ       | デトロイト・タイガース           | 23         | 1922年     |            |
| 10                           | サイ・モーガン         | レッドソックス→アスレチックス    | 22         | 1909年     |            |
| 記録は2024年シーズン終了時点 |                        |                                  |            |            |            |

| ライブボール時代以降         | ライブボール時代以降   | ライブボール時代以降       | ライブボール時代以降 | ライブボール時代以降 | ライブボール時代以降 |
| 順位                         | 選手名                 | 所属球団                   | 与死球               | 記録年               | 備考                 |
| ---------------------------- | ---------------------- | -------------------------- | -------------------- | -------------------- | -------------------- |
| 1                            | オースティン・アダムス | シンシナティ・レッズ       | 24                   | 2021年               | ナ・リーグ記録       |
| 2                            | ハワード・エムケ       | デトロイト・タイガース     | 23                   | 1922年               | ア・リーグ記録       |
| 3                            | トム・マーフィー       | カリフォルニア・エンゼルス | 21                   | 1969年               |                      |
| 3                            | ケリー・ウッド         | シカゴ・カブス             | 21                   | 2003年               |                      |
| 5                            | ハワード・エムケ       | ワシントン・セネタース     | 20                   | 1923年               |                      |
| 5                            | ウォルター・ジョンソン | ワシントン・セネタース     | 20                   | 1923年               |                      |
| 5                            | ドン・ドライスデール   | ロサンゼルス・ドジャース   | 20                   | 1961年               |                      |
| 5                            | 朴賛浩                 | ロサンゼルス・ドジャース   | 20                   | 2001年               |                      |
| 5                            | ジェイミー・ライト     | ミルウォーキー・ブルワーズ | 20                   | 2001年               |                      |
| 5                            | ビクター・ザンブラーノ | タンパベイ・レイズ         | 20                   | 2003年               |                      |
| 5                            | ブロンソン・アローヨ   | ボストン・レッドソックス   | 20                   | 2004年               |                      |
| 5                            | カルロス・ザンブラーノ | シカゴ・カブス             | 20                   | 2004年               |                      |
| 記録は2024年シーズン終了時点 |                        |                            |                      |                      |                      |

- 左投手記録はドントレル・ウィリス（フロリダ・マーリンズ、2006年）、コール・ハメルズ（レンジャーズ→カブス、2018年）、ニック・ロドロ（シンシナティ・レッズ、2022年[44]）の19与死球[45]